# Liste des évêques de Chimoio
La liste des évêques de Chimoio recense les noms des évêques qui se sont succédé sur le siège épiscopal de Chimoio au Mozambique depuis la création du diocèse éponyme (Dioecesis Cimoianus) le 19 novembre 1990 par détachement de l'archidiocèse de Beira.

## Sont évêques
- 19 novembre 1990 - 2 janvier 2017: Francisco Silota (Francisco João Silota), M. Afr
- depuis le 2 janvier 2017: João Hatoa Nunes (João Carlos Hatoa Nunes)

## Sources
- (en) Fiche du diocèse sur le site catholic-hierarchy.org